# Ирабу, Хидэки
Хидэки Ирабу (яп. 伊良部 秀輝 Ирабу Хидэки, 5 мая 1969, Хирара — 24 июля 2011, Ранчо-Палос-Вердес) — японский профессиональный бейсболист, питчер. Выступал в японской лиге НПБ и МЛБ. Двукратный победитель Мировой серии в составе «Нью-Йорк Янкис».

## Биография

### Ранние годы
Родители Хидэки познакомились в 1968 году на Окинаве. Его мать Кадзуэ работала официанткой, а отец Стив Томпсон служил военным метеорологом. Несмотря на то что у него в США была жена, пара начала встречаться. В начале 1969 года Томпсона перевели во Вьетнам, а в мае из письма от Кадзуэ он узнал о рождении сына. Стив на короткое время вернулся на Окинаву в 1970 году, после чего покинул Японию. Позднее его мать вышла замуж за ресторатора Итиро Ирабу и ребёнок получил его фамилию. Сама Кадзуэ никогда не говорила сыну как зовут его настоящего отца, хотя Хидэки знал, что это был американский военный. Он был крупнее других детей и отличался от них внешне, став из-за этого мишенью для насмешек сверстников. Сам Ирабу в одном из интервью говорил, что если бы не бейсбол, то он вероятнее всего оказался бы в рядах якудза. 

### Начало карьеры
Хидэки вырос в Амагасаки, учился в старшей школе Дзинсеи Академи. В 1986 и 1987 годах в составе школьной команды он принимал участие в летнем национальном турнире. В 1987 году Ирабу окончил школу и был выбран клубом «Лотте Орионс» в первом раунде драфта. В первые годы профессиональной карьеры он выделялся скоростью своего фастболла (до 156 км/ч), но она нивелировалась плохим контролем мяча. Это привело к потере им места стартового питчера. Эффективность Хидэки начала расти в сезоне 1993 года. Его дуэль с питчером «Сеибу Лайонс» Кадзухиро Киёхара получила название «Противостояние эры Хейсей». Ирабу закрепился в стартовой ротации клуба и одержал подряд семь побед с разницей в одно очко. Тренер команды «Ниппон-Хэм Файтерс» дал ему прозвище Медуза, так как его команда регулярно «обжигалась», играя против Хидэки.  
В 1994 году Ирабу стал лучшим в Тихоокеанской лиге по числу побед и сделанных страйкаутов. На высоком уровне он провёл и два следующих сезона, становясь лучшим по показателю пропускаемости ERA. Тогда же характер Хидэки начал портить его репутацию. Будучи заменённым раньше чем хотелось, он проявлял недовольство, швыряя на трибуну бейсболку. После окончания сезона 1996 года Ирабу потребовал от клуба дать ему возможность подписать контракт в МЛБ. Согласно правилам, действовавшим в японском бейсболе, клубы сохраняли права на игрока в течение десяти лет с момента подписания первого контракта. Это позволяло команде продать или обменять спортсмена, не интересуясь его мнением. «Тиба Лотте Маринс» договорились о продаже прав на Хидэки в клуб «Сан-Диего Падрес».

### Главная лига бейсбола
Ирабу наотрез отказался выступать за «Падрес» и спустя три месяца его обменяли в «Нью-Йорк Янкис» на денежную компенсацию в размере 3 млн долларов и двух молодых игроков. Недовольство сделками со стороны других команд МЛБ, желавших видеть Хидэки у себе в составе, привело к возникновению упорядоченной системы переходов игроков между двумя лигами. После перехода в «Янкис» владелец клуба Джордж Стейнбреннер назвали его «японским Ноланом Райаном». Контракт с Ирабу был заключён на четыре года, сумма соглашения составила 12,8 млн долларов.
Дебютную игру в составе ньюйоркцев Хидэки провёл 10 июля 1997 года, сделав девять страйкаутов и пропустив два очка. Однако в дальнейшем его результаты стали ухудшаться и после восьми игр пропускаемость Ирабу составляла 7,98. Тренерский штаб команды вывел его из стартовой ротации питчеров. Первый выход на поле в роли реливера закончился для Хидэки девятью пропущенными очками и критикой со стороны Стейнбреннера. Всего в первом сезоне за клуб он одержал пять побед при четырёх поражениях, а итоговая пропускаемость составила 7,09.  
Во время весенних сборов перед началом сезона 1998 года Ирабу испытывал боль в локте правой руки. Несмотря на травму он сильно стартовал в регулярном чемпионате. По итогам мая Хидэки был лучшим в лиге по показателю ERA, получив награду лучшему питчеру месяца. Сохранить форму на протяжении всего сезона он не смог. «Янкис» вышли в плей-офф и стали победителями Мировой серии, но Ирабу в этих матчах участия не принимал.
Весной 1999 года Хидэки приехал в расположение клуба с лишним весом. В двух предсезонных играх подряд он не сумел прикрыть первую базу после отбитой подачи и вызвал гнев Джорджа Стейнбреннера, который назвал питчера «жирной лягушкой» и запретил ему лететь вместе с командой на игры в Лос-Анджелес. Спустя два дня владелец команды принёс извинения и позволил Ирабу вернуться в состав. В первой части чемпионата Хидэки сумел вернуться в число стартовых питчеров и найти свою игру. В июле его второй раз в карьере признали лучшим питчером месяца, после чего вновь наступил спад. В регулярном сезоне Ирабу сыграл в 27 матчах как стартер и ещё в 5 как реливер, одержав 11 побед при 7 поражениях. Янкис снова вышли в плей-офф и смогли второй год подряд выиграть Мировую серию. Хидэки свой единственный матч в плей-офф провёл в третьей игре Чемпионской серии Американской лиги против «Бостон Ред Сокс». В декабре клуб обменял его в «Монреаль Экспос». 
В составе канадской команды Ирабу провёл два сезона, но проявить себя не сумел, испытывая проблемы с локтём и коленом. В 2001 году руководство клуба на неделю отстранило его от игр из-за злоупотребления алкоголем. В начале сентября Хидэки был отчислен из команды. Конец года он провёл в одном из клубов зимней лиги в Пуэрто-Рико, получив по итогам турнира награду выдающемуся питчеру. В 2002 году «Техас Рейнджерс» дали ему шанс возобновить карьеру в МЛБ, пригласив Ирабу в качестве клоузера команды. На старте сезона он сделал 10 сейвов, а его показатель пропускаемости составил всего 0,64. Затем у Хидэки снова возникли проблемы со здоровьем и сезон для него завершился уже 15 июля.   

### Завершение карьеры
В декабре 2002 года он подписал однолетний контракт с «Хансин Тайгерс». Главный тренер клуба Сенити Хосино тоже видел игрока в роли клоузера команды, но Ирабу хотел играть стартовым питчером и использовал предоставленный ему шанс. Он одержал тринадцать побед по ходу чемпионата и привёл команду к победе в Центральной лиге впервые за восемнадцать лет. Добиться успеха в плей-офф «Тайгерс» не сумели, а Хидэки проиграл обе свои игры. На старте сезона 2004 года он провёл всего три старта и был переведён в фарм-клуб. В конце сезона Ирабу отчислили из команды. 
Последнюю попытку возобновить игровую карьеру Хидэки предпринял в 2009 году. В апреле он подписал контракт с клубом независимой Золотой лиги «Лонг-Бич Армада». В августе Ирабу снова вернулся в Японию, перейдя в полупрофессиональный клуб «Коти Файтин Догз».

### Вне бейсбола
После завершения спортивной карьеры Хидэки поселился в Калифорнии. Пробовал заниматься бизнесом в сфере общественного питания. Бывшие партнёры Ирабу по «Янкис» Дэвид Уэллс и Дэвид Коун в интервью Sports Illustrated рассказывали, что он предлагал им заняться продажей японских мечей и доспехов.
После завершения карьеры он испытывал проблемы с алкоголем. В 2008 году Хидэки был арестован в Осаке за нападение на бармена. В 2010 году Ирабу был арестован полицией в пригороде Лос-Анджелеса за вождение в нетрезвом виде. В июле 2011 года его супруга Кёнсу, с которой они были вместе с 1997 года, забрала дочерей и уехала из дома.
27 июля 2011 года Хидэки Ирабу был найден мёртвым в своём доме в Ранчо-Палос-Вердес. Представитель департамента шерифа Лос-Анджелеса заявил что при обыске в доме обнаружили полупустой пузырёк пароксетина и две упаковки от лоразепама. Содержание алкоголя в крови Ирабу составляло 0,23 ‰. При вскрытии следы лоразепама также были обнаружены в печени. В августе было официально подтверждено самоубийство спортсмена.